# Eiríkur Hauksson
Eiríkur Hauksson (né le 4 juin 1959) est un chanteur de heavy metal islandais.

## Biographie
En 1988, Eiríkur déménage à Østfold, en Norvège, pour devenir le chanteur du groupe de power metal Artch. En tant que chanteur, il est connu sous le nom d'Eric Hawk. Leur premier album, Another Return (to Church Hill), sorti en 1988, est acclamé par des magazines tels que Kerrang! (5 K sur 5) et Metal Forces (100 sur 100). Leur deuxième album, For the Sake of Mankind, sort en 1991. En 1993, Artch se sépare. En 1999, ils se reforment pour l'anniversaire du magazine norvégien Scream, donnent quelques concerts et sortent un DVD intitulé Another Return : Live... and Beyond. Metal Blade Records a remastérisé et réédité les deux albums d'Artch en 2000.
En 1999, Eiríkur chante sur l'album Soulburner du groupe suédois de death metal mélodique Gardenian en tant qu'invité.
En 2005, Eiríkur fait une tournée européenne en tant que chanteur du groupe de Ken Hensley, Live Fire. Fin 2007, Eiríkur est devenue la chanteuse principale de Magic Pie, un groupe norvégien de prog rock.

## Eurovision
Il a participé 3 fois au Concours Eurovision de la chanson :
- En 1986 pour l'Islande avec le groupe ICY et la chanson Gleiðibankinn, ils terminent à la 16e place[1].
- En 1991 pour la Norvège avec le groupe Just 4 Fun et la chanson Mrs Thompson, ils terminent à la 17e place.
- En 2007 pour l'Islande avec la chanson Valentine Lost[2], il ne réussit pas à passer l'étape de la demi-finale.